# Grand Amour
 (décembre 2021).
Si vous disposez d'ouvrages ou d'articles de référence ou si vous connaissez des sites web de qualité traitant du thème abordé ici, merci de compléter l'article en donnant les références utiles à sa vérifiabilité et en les liant à la section « Notes et références ».
Grand Amour est un roman autobiographique d'Erik Orsenna, publié en 1993, qui raconte son expérience de "plume", rédacteur des discours attaché à la Présidence de la République, pendant le début des années 80.

## Résumé
Gabriel, double de l'auteur, haut fonctionnaire qui a jusque-là été remarqué par sa facilité à rédiger rapidement des autobiographies, se voit offrir un poste de conseiller, comme rédacteur des discours du Président de la République, lui-même amateur exigeant de littérature. Autrement dit, il devient une "plume" ou un "nègre" et exerce son art prolifique dans les coulisses du pouvoir.
N'écoutant que son grand amour de la France, il débarque avec son ami « Bâ » le griot, maître dans l'art de chanter les louanges, ses dictionnaires, ses vieilles amies dont il utilise les souvenirs comme autant de références touchantes pour émailler ses récits et qu'il rétribue en pâtisseries.
Ses premières tentatives ne sont pas agrées, mais petit à petit, surtout en remplaçant pendant les vacances, il parvient à se rendre indispensable pour toutes les occasions où l'on a besoin d'un petit discours. Le « protestant », comme son grand patron, dont il ne parle qu'à la troisième personne avec une majuscule, finissent par l'agréer.
Il s'intègre dans la petite communauté des conseillers, en traînant à la cantine, discutant avec les gardes républicaines, profitant des Garden-parties de l'Élysée, draguant l'archiviste auburn... Il profite un peu de son titre pour se faire ouvrir de nuit l' Assemblée Nationale ou Versailles, pour lui seul, de manière à retrouver l'inspiration. Il côtoie ses collègues du monde entier, qu'il rencontre dans un club improbable, où l'on échange librement des anecdotes sur les grands de ce monde.
Mais à l'occasion, il sait aussi faire preuve d'une grande diplomatie pour faire aimer la France à un petit garçon, fils de dirigeant Nord-américain, délaissé par des parents trop occupés, le temps d'un grand sommet mondial.

## Éditions
- 1993 : Grand Amour, éd. du Seuil  (ISBN 9782020121279)